# Аура (симптом)
А́ура (грец. αυρα — подих) — своєрідний стан перцептивного (сприйнятливого) порушення, клінічний симптом, що передує припадку / нападу у людей, хворих на епілепсію. Ауру також відчувають деякі хворі на мігрень перед початком головного болю. Деякі пацієнти відчувають ауру без подальшого мігреневого головного болю, так звана безшумна мігрень.

## Причина появи аури
Епілептична аура є наслідком функціональної активації кори головного мозку ненормальним, однобічним і коротким нейронним електричним розрядом. Скоріше за все той же самий механізм лежить в підґрунті й мігренозної аури, але сила електричного розряду є меншою.
Провокують епілептичну ауру:
- перегрівання;
- ритмічне блимання світла;
- звучні звукові подразники;
- перегляд телевізора, кінофільму у кінотеатрі, тощо;
- втома;
- швидка поїздка у будь-якому виді транспорту.

Провокують мігренозну ауру ті ж чинники, що спричинюють появу самої мігрені.

## Загальні прояви
Аура переважно при епілепсії полягає в немотивованому відчутті холоду, жару, голоду, спраги, страху, видінні вогню, спалахів світла сприйняття дивного світла, неприємного запаху, звуків, або заплутаних думок або переживань, іноді — в порушенні рухів та діяльності деяких залоз.

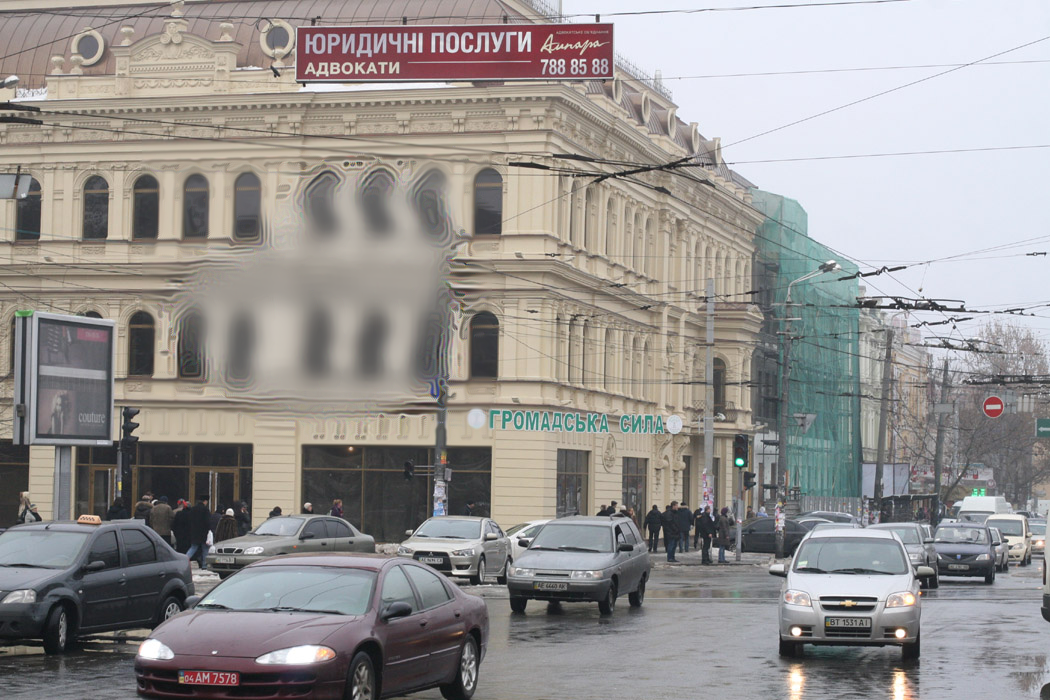
Випадіння частини зору в центрі (центральна скотома) при мігренозній аурі.

Менш відомі візуальні розлади з переважанням фоточутливості. Хворий на мігрень з цим типом аури може відчувати сльозотечу і неприємне відчуття світла з подальшим стиханням симптомів протягом 20 хвилин. Це дуже рідкісний тип аури.
Аура при епілепсії, як правило, триває всього декілька секунд, хоча описані випадки тривалішого часу. Тоді як при мігрені аура поступово наростає протягом 5-20 хвилин. Тривалість мігренозної аури не перевищує 60 хвилин.
Характер аури може дати уявлення про локалізацію вогнища епілепсії або мігрені.

## Класифікація епілептичної аури
Розрізняють таку ауру за проявами:
- візуальна;
- слухова;
- соматосенсорна;
- нюхова;
- смакова;
- психічна;
- абдомінальна;
- вегетативна.

### Візуальна аура
Візуальна аура може включати прості чи складні прояви.
Прості візуальні симптоми можуть проявлятися у вигляді статичних, блимаючих, або рухомих вогнів, різної форми, різного кольору, які зумовлені в основному аномальною активністю в зорових центрах кори.
Варіанти візуальної аури включають:
- яскраві вогні та згустки;
- звивисті лінії;
- спотворених розмірів або зміненої форми об'єкти;
- тремтячі поля зору;
- миготлива (сцинтиляційна) скотома:

- мерехтливі, пульсуючі плями, часто вигнуті;
- звуження зору до тунельного;
- зміна кольору предметів.

- скотома:

- сліпі або темні плями в поле зору;
- штори-подібний ефект у полі зору одного ока;
- повільне поширення плями у полі зору;
- калейдоскопічні зміни у полі зору;
- тимчасова сліпота в одному або обох очах;
- підвищена чутливість до світла.

Складні візуальні ореоли можуть проявлятися появою людей, сцен і об'єктів, які є результатом стимуляції скронево-потиличної ділянки кори головного мозку з локалізацією в одній половині головного мозку.

### Слухова аура
- Також може бути простою (дзвін, дзижчання тощо) або складною (голоси, музика). Проста слухова аура може виникати через активацію вогнища у слухових центрах кори головного мозку.
- Складна слухова аура виникає через стимуляцію скронево-потиличної ділянки кори в місці розташування слухових областей.

### Соматосенсорна аура
Розвиваються відчуття оніміння, поколювання, неможливість рухів у кінцівки.

### Нюхова аура
Раптово з'являється відчуття якогось запаху, найчастіше неприємного — запах гниття, фекалій, сірки, горілої гуми, тощо. Часто неприємна нюхова аура показує, що під час неповного епілептичного нападу хворий може спричинити неадекватні злочинні дії. Як правило це відбувається за локалізації патологічного процесу у мигдаликоподібному утворенні (найбільше при пухлині її) або в прямій звивині мозку.

### Смакова аура
У хворого з'являється відчуття певного смаку в роті, зокрема, соленого, кислого, гіркого, солодкого, яке турбує хворого. Часто також відчуття неприємного смаку — фекалій, гнилі, тощо.

### Психічна аура
Раптово виникає відчуття страху, паніки, тривоги, що нагадує напад панічної атаки. Можлива поява відчуття, яке виникало раніше (фр. deja vu), або таке, якого ніколи раніше не бувало (фр. jamais vu). Часто проявляються ілюзії зміни форми тіла, розмірів, окремих його частин, їх взаємного розташування. Також можливі ілюзії змін навколишнього, розмірів предметів, тощо. Зрідка це, можливо, окремі складні галюцинації, які хворі не пам'ятають і про які можна здогадатися по окремих діях або репліках хворих до епілептичного нападу. Поява психічної аури найчастіше свідчить про локалізації вогнища ураження у базальньому скроневому відділі кори або у лімбічній системі.

### Абдомінальна аура
Поява неприємних відчуттів у вигляді якихось спазмів, що поширюються з низу живота наверх до грудної клітки або навіть шиї. Під час цього можлива втрата свідомості. Нерідко хворі описують ці відчуття як «збивання вершків», «пурхання метеликів» в самій верхній частині живота. Часто абдомінальна аура відбувається при наявності запального вогнища у скроневому відділі кори мозку.

### Вегетативна аура
Це відчуття холоду чи жару, поява потовиділення, відчуття прискореного серцебиття, тощо.

## Мігренозна аура
Найбільш типовим проявом цієї аури є зорові порушення, які нагадують такі при епілептичні аурі. Рідше виникають чутливі розлади - оніміння або поколювання в губах, язиці, половині обличчя, які поширюються на шиї чи руку, або які піднімаються від кінчиків пальців до шиї.

## Діагностичне значення аури
Дуже важливою ознакою аури, вважають її повторюваність і незмінність від нападу до нападу. Кожного разу відчуваючи ауру, хворий на епілепсію точно знає, що за нею обов'язково піде напад. Хворий намагається в такий момент сісти, або лягти, щоб уникнути можливого падіння або ймовірних ударів, забиттів під час втрати свідомості при нападі.

## Цікавий факт
Поява неприємної аури перед частим рецидивом епілептичних нападів відбувається у Гаррі Бенсона, персонажу роману Мартіна Крайтона «Людина-комп'ютер» (1972 рік). Під час нападів він вчиняє страшні протиправні дії, після чого нічого не пам'ятає.